# Narashino
Narashino (Japans: 習志野市, Narashino-shi) is een Japanse stad in het noordwesten van de prefectuur Chiba, gelegen aan de Baai van Tokio. Tijdens de Tweede Wereldoorlog was hier een militaire basis gevestigd. Na de oorlog ontwikkelde Narashino zich tot woonstedelijke randgemeente van Tokio. Sinds 1 augustus 1954 voert de plaats de titel "stad". Er bevinden zich de Technische Hogeschool Chiba (Jap.: Chiba Kōgyō Daigaku 千葉工業大学) en de Nihon Universiteit (Jap.: Nihon Daigaku 日本大学). De stad telt ca. 156.819 inwoners op een oppervlakte van 20,99 km². Ze is jumelagepartner van Tuscaloosa, Alabama.

## Externe links

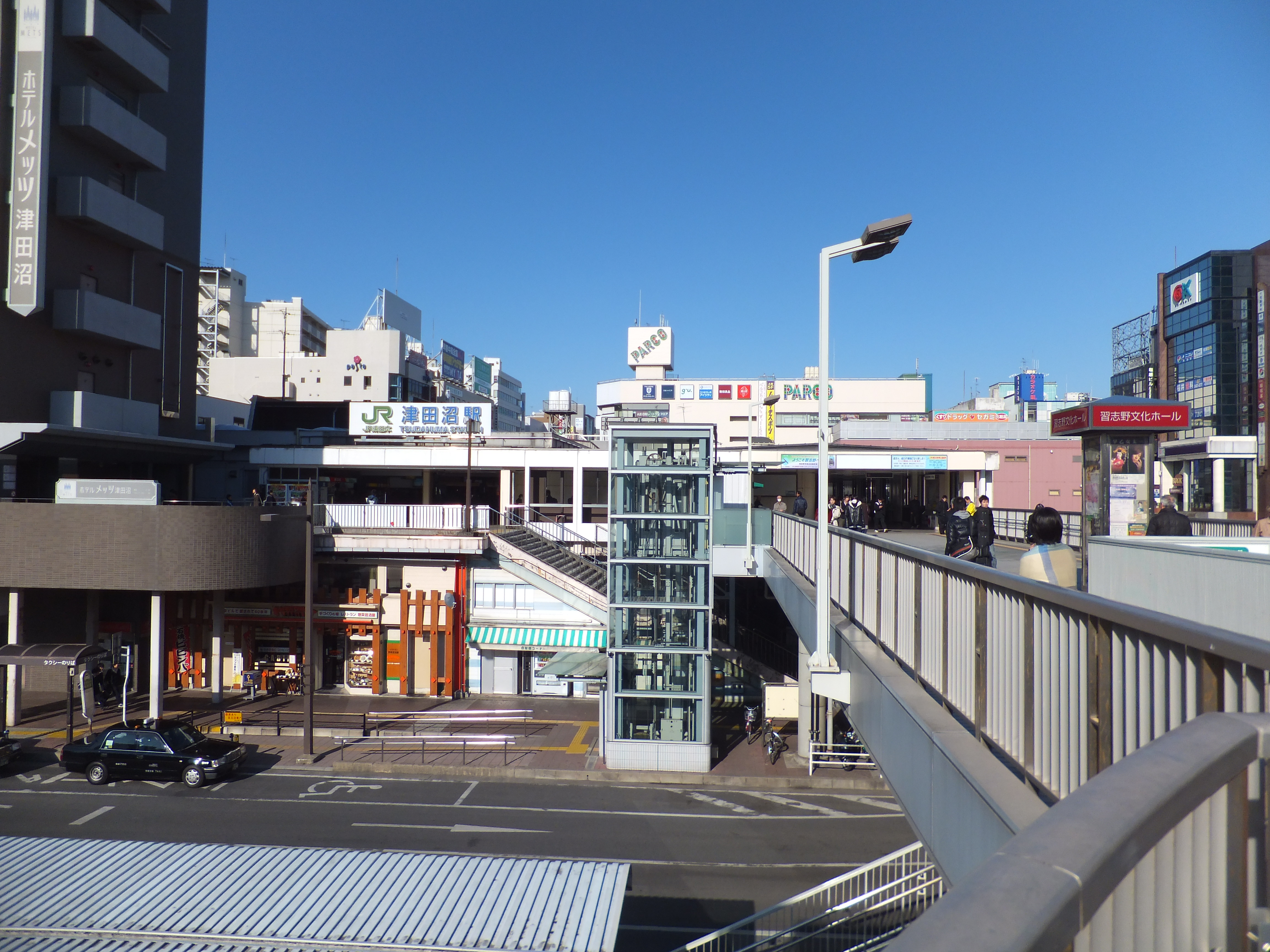
omgeving van JR Tsudanuma Station

## Geboren
- Daichi Suzuki (1967), zwemmer